# Haplochromis gigliolii
Haplochromis gigliolii är en fiskart som först beskrevs av Pfeffer, 1896.  Haplochromis gigliolii ingår i släktet Haplochromis och familjen Cichlidae. Inga underarter finns listade i Catalogue of Life.